# Волошка білоперлинна
Воло́шка білоперли́нна (Centaurea margaritalba, Centaurea margarita-alba) — дворічна рослина родини айстрових. Ендемічний західнопонтичний вид автохтонного походження, один з представників флори України, за якими вивчається історія її розвитку.

## Опис

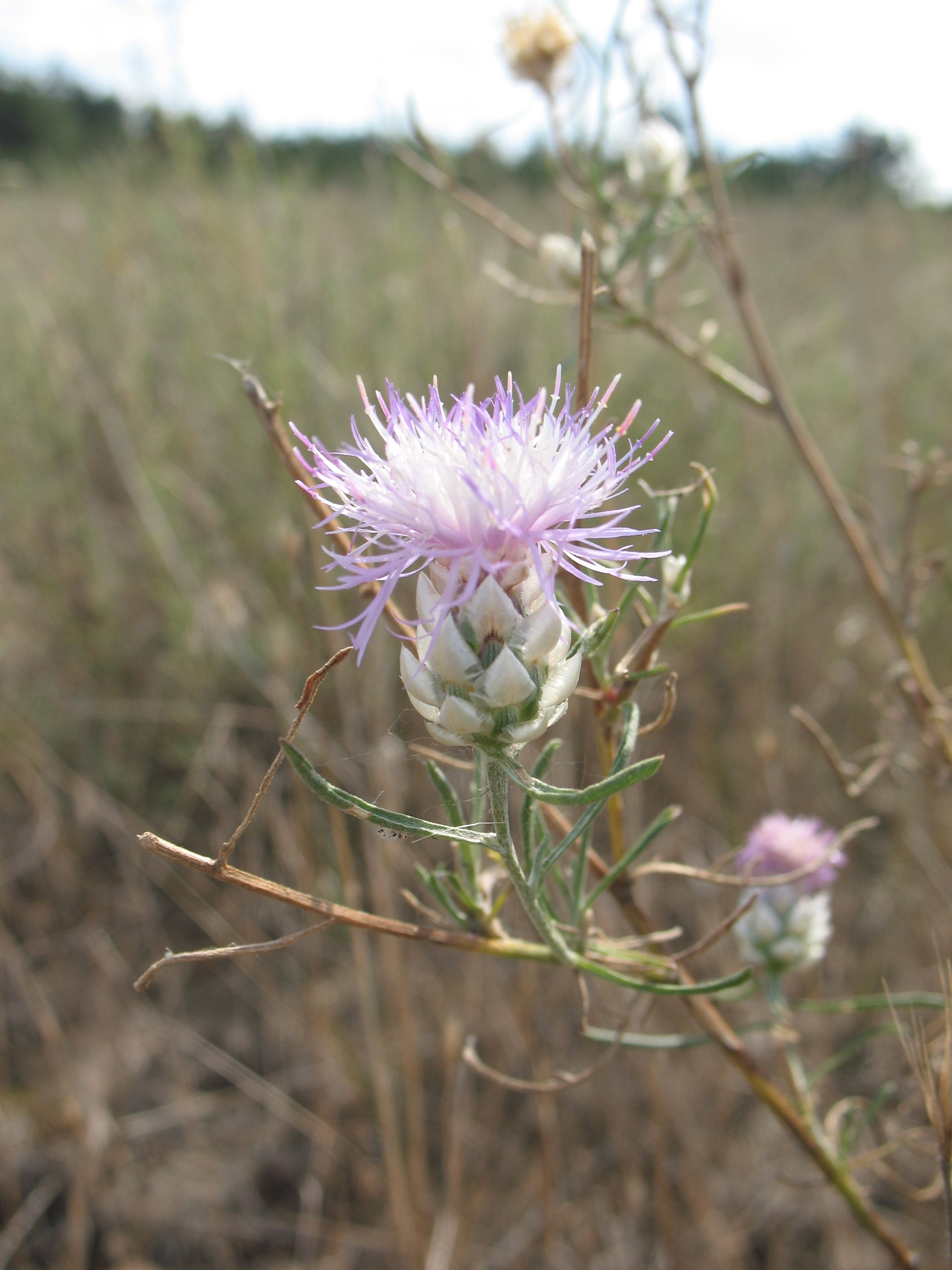
Квітка великим планом.

Дворічна трав'яниста рослина заввишки 45–100 см. Стебло прямостояче, від середини до верхівки сильно розгалужене. Листки перисторозсічені. Придатки її листочків перлинно-білі, шовковисті, здебільшого з рудуватою плямою посередині. Квітки пурпурові або рожеві, іноді трапляються білі.
Волошка білоперлинна утворює гібриди з волошкою розлогою — чужинним для флори України видом, який масово розмножується на ділянках, де природний рослинний покрив пошкоджений внаслідок господарської діяльності.

## Поширення
Волошка білоперлинна поширена у степовому Причорномор'ї (лівий берег Бузького лиману — околиці Миколаєва), та в околицях сіл Ковалівка та Михайло-Ларине. Більше ніде в світі не зустрічається. Зростає поодинці у відкритих пісках, які слабо задерновані та не вкриті дерево-чагарниковою рослинністю. До кінця 90-х рр. волошка білоперлинна зростала в парку «Ліски», але зникла внаслідок заліснення пісків. Загальна чисельність популяції не перевищує декількох десятків тисяч особин.
Цвіте у серпні — вересні. Плодоносить у вересні — жовтні. Розмножується насінням. Вона є ксерофітом і псамофітом.

## Заходи охорони
Занесено до Європейського Червоного списку (1991). Необхідно постійно контролювати стан популяцій, рекомендується вирощувати вид у ботанічних садах. Вид зникає через розширення території Миколаєва у напрямі Бузького лиману, зривається на букети.